# Liste der Kurorte in Deutschland
In dieser Liste sind Kurorte in Deutschland aufgeführt, die ein vom Deutschen Heilbäderverband anerkanntes Prädikat führen und in denen Kurbetrieb stattfindet. Häufige Prädikate sind Heilklimatischer Kurort, Kneippkurort, Seebad und Heilbad.
Nicht aufgeführt sind Luftkurorte und Erholungsorte ohne Kurbetrieb sowie Fremdenverkehrsgemeinden.
Die drei traditionsreichen deutschen Kurorte Baden-Baden, Bad Ems und Bad Kissingen sind 2021 mit acht weiteren europäischen Kurorten unter dem Titel Great Spa Towns of Europe in das UNESCO-Welterbe aufgenommen worden.

## Liste der Kurorte
| Kurort                                                     | Landkreis                                     | Land                   | Prädikat                                                      |
| ---------------------------------------------------------- | --------------------------------------------- | ---------------------- | ------------------------------------------------------------- |
| Aachen                                                     | Städteregion Aachen                           | Nordrhein-Westfalen    | Heilbad                                                       |
| Aalen (Stadtbezirk Wasseralfingen (Röthardt))              | Ostalbkreis                                   | Baden-Württemberg      | Heilklimatischer Kurort, Heilstollen-Kurbetrieb               |
| Bad Abbach                                                 | Landkreis Kelheim                             | Bayern                 | Mineralheilbad, Moorheilbad                                   |
| Ahlbeck (Gemeinde Heringsdorf)                             | Landkreis Vorpommern-Greifswald               | Mecklenburg-Vorpommern | Ostseeheilbad                                                 |
| Ahrenshoop                                                 | Landkreis Vorpommern-Rügen                    | Mecklenburg-Vorpommern | Ostseeheilbad                                                 |
| Bad Aibling                                                | Landkreis Rosenheim                           | Bayern                 | Moorheilbad, Thermalbad                                       |
| Bad Alexandersbad                                          | Landkreis Wunsiedel im Fichtelgebirge         | Bayern                 | Mineralheilbad, Moorheilbad                                   |
| Altenau (Berg- und Universitätsstadt Clausthal-Zellerfeld) | Landkreis Goslar                              | Niedersachsen          | Heilklimatischer Kurort                                       |
| Altenberg                                                  | Landkreis Sächsische Schweiz-Osterzgebirge    | Sachsen                | Kneippkurort, Luftkurort                                      |
| Bad Arolsen                                                | Landkreis Waldeck-Frankenberg                 | Hessen                 | Heilbad                                                       |
| Aulendorf                                                  | Landkreis Ravensburg                          | Baden-Württemberg      | Kneippkurort                                                  |
| Baabe                                                      | Landkreis Vorpommern-Rügen                    | Mecklenburg-Vorpommern | Ostseebad                                                     |
| Baden-Baden                                                | —                                             | Baden-Württemberg      | Mineralheilbad                                                |
| Badenweiler                                                | Landkreis Breisgau-Hochschwarzwald            | Baden-Württemberg      | Thermalheilbad                                                |
| Baltrum                                                    | Landkreis Aurich                              | Niedersachsen          | Nordseeheilbad                                                |
| Bansin (Gemeinde Heringsdorf)                              | Landkreis Vorpommern-Greifswald               | Mecklenburg-Vorpommern | Ostseeheilbad                                                 |
| Bad Bayersoien                                             | Landkreis Garmisch-Partenkirchen              | Bayern                 | Moorheilbad                                                   |
| Bayrischzell                                               | Landkreis Miesbach                            | Bayern                 | Heilklimatischer Kurort                                       |
| Bad Bederkesa (Stadt Geestland)                            | Landkreis Cuxhaven                            | Niedersachsen          | Ort mit Moor-Kurbetrieb                                       |
| Bad Bellingen                                              | Landkreis Lörrach                             | Baden-Württemberg      | Heilbad                                                       |
| Bad Belzig                                                 | Landkreis Potsdam-Mittelmark                  | Brandenburg            | Thermalsoleheilbad                                            |
| Bad Bentheim                                               | Landkreis Grafschaft Bentheim                 | Niedersachsen          | Mineralheilbad, Moorheilbad                                   |
| Berchtesgaden                                              | Landkreis Berchtesgadener Land                | Bayern                 | Heilklimatischer Kurort                                       |
| Berg (Stadt Stuttgart)                                     | —                                             | Baden-Württemberg      | Heilquellen-Kurbetrieb                                        |
| Berggießhübel (Stadt Bad Gottleuba-Berggießhübel)          | Landkreis Sächsische Schweiz-Osterzgebirge    | Sachsen                | Kneippkurort                                                  |
| Bad Bergzabern                                             | Landkreis Südliche Weinstraße                 | Rheinland-Pfalz        | Heilklimatischer Kurort, Kneippheilbad                        |
| Bad Berka                                                  | Landkreis Weimarer Land                       | Thüringen              | Ort mit Heilquellen-Kurbetrieb                                |
| Bad Berleburg                                              | Kreis Siegen-Wittgenstein                     | Nordrhein-Westfalen    | Kneippheilbad                                                 |
| Bad Berneck im Fichtelgebirge                              | Landkreis Bayreuth                            | Bayern                 | Kneippheilbad                                                 |
| Bernkastel-Kues                                            | Landkreis Bernkastel-Wittlich                 | Rheinland-Pfalz        | Heilklimatischer Kurort                                       |
| Bad Bertrich                                               | Landkreis Cochem-Zell                         | Rheinland-Pfalz        | Thermal-Mineralheilbad                                        |
| Beuren                                                     | Landkreis Esslingen                           | Baden-Württemberg      | Erholungsort mit Heilquellen-Kurbetrieb                       |
| Bad Bevensen                                               | Landkreis Uelzen                              | Niedersachsen          | Jodsoleheilbad                                                |
| Binz                                                       | Landkreis Vorpommern-Rügen                    | Mecklenburg-Vorpommern | Ostseebad                                                     |
| Bad Birnbach                                               | Landkreis Rottal-Inn                          | Bayern                 | Heilbad                                                       |
| Bischofsgrün                                               | Landkreis Bayreuth                            | Bayern                 | Heilklimatischer Kurort                                       |
| Bischofswiesen                                             | Landkreis Berchtesgadener Land                | Bayern                 | Heilklimatischer Kurort                                       |
| Bad Blankenburg                                            | Landkreis Saalfeld-Rudolstadt                 | Thüringen              | Heilbad                                                       |
| Blieskastel                                                | Saarpfalz-Kreis                               | Saarland               | Kneippkurort                                                  |
| Bad Bocklet                                                | Landkreis Bad Kissingen                       | Bayern                 | Mineralheilbad, Moorheilbad                                   |
| Bad Bodenteich                                             | Landkreis Uelzen                              | Niedersachsen          | Kneippkurort                                                  |
| Bodenmais                                                  | Landkreis Regen                               | Bayern                 | Heilklimatischer Kurort                                       |
| Bad Boll (Gemeinde Bad Boll)                               | Landkreis Göppingen                           | Baden-Württemberg      | Heilquellen-Kurbetrieb                                        |
| Boltenhagen                                                | Landkreis Nordwestmecklenburg                 | Mecklenburg-Vorpommern | Ostseeheilbad                                                 |
| Borkum                                                     | Landkreis Leer                                | Niedersachsen          | Nordseeheilbad                                                |
| Bad Brambach                                               | Vogtlandkreis                                 | Sachsen                | Mineralheilbad, Radonheilbad                                  |
| Bad Bramstedt                                              | Kreis Segeberg                                | Schleswig-Holstein     | Moorbad, Solebad                                              |
| Breege                                                     | Landkreis Vorpommern-Rügen                    | Mecklenburg-Vorpommern | Ostseebad                                                     |
| Bad Breisig                                                | Landkreis Ahrweiler                           | Rheinland-Pfalz        | Mineralheilbad                                                |
| Brilon                                                     | Hochsauerlandkreis                            | Nordrhein-Westfalen    | Kneippheilbad                                                 |
| Bad Brückenau                                              | Landkreis Bad Kissingen                       | Bayern                 | Mineralheilbad, Moorheilbad                                   |
| Bad Buchau                                                 | Landkreis Biberach                            | Baden-Württemberg      | Mineralheilbad, Moorheilbad                                   |
| Bad Wörishofen                                             | Landkreis Mindelheim                          | Bayern                 | Kneippkurort                                                  |
| Buckow                                                     | Landkreis Märkisch-Oderland                   | Brandenburg            | Kneippkurort                                                  |
| Büsum                                                      | Kreis Dithmarschen                            | Schleswig-Holstein     | Nordseeheilbad                                                |
| Burg auf Fehmarn (Stadt Fehmarn)                           | Kreis Ostholstein                             | Schleswig-Holstein     | Ostseeheilbad                                                 |
| Burg (Spreewald)                                           | Landkreis Spree-Neiße                         | Brandenburg            | Ort mit Heilquellen-Kurbetrieb                                |
| Burhave (Gemeinde Butjadingen)                             | Landkreis Wesermarsch                         | Niedersachsen          | Nordseebad                                                    |
| Bad Camberg                                                | Landkreis Limburg-Weilburg                    | Hessen                 | Kneippheilbad                                                 |
| Bad Cannstatt (Stadt Stuttgart)                            | —                                             | Baden-Württemberg      | Heilquellen-Kurbetrieb                                        |
| Carolinensiel-Harlesiel (Stadt Wittmund)                   | Landkreis Wittmund                            | Niedersachsen          | Nordseebad                                                    |
| Bad Colberg (Stadt Heldburg)                               | Landkreis Hildburghausen                      | Thüringen              | Heilbad                                                       |
| Cuxhaven                                                   | Landkreis Cuxhaven                            | Niedersachsen          | Nordseeheilbad                                                |
| Dahme                                                      | Kreis Ostholstein                             | Schleswig-Holstein     | Ostseeheilbad                                                 |
| Damp                                                       | Kreis Rendsburg-Eckernförde                   | Schleswig-Holstein     | Ostseebad                                                     |
| Dangast (Stadt Varel)                                      | Landkreis Friesland                           | Niedersachsen          | Nordseebad, Ort mit Heilquellen-Kurbetrieb                    |
| Daun                                                       | Landkreis Vulkaneifel                         | Rheinland-Pfalz        | Heilklimatischer Kurort, Kneippkurort, Mineralbad             |
| Dierhagen                                                  | Landkreis Vorpommern-Rügen                    | Mecklenburg-Vorpommern | Ostseeheilbad                                                 |
| Bad Ditzenbach                                             | Landkreis Göppingen                           | Baden-Württemberg      | Thermal-Mineralheilbad                                        |
| Dobel                                                      | Landkreis Calw                                | Baden-Württemberg      | Heilklimatischer Kurort                                       |
| Bad Doberan                                                | Landkreis Rostock                             | Mecklenburg-Vorpommern | Heilbad                                                       |
| Dornumersiel (Gemeinde Dornum)                             | Landkreis Aurich                              | Niedersachsen          | Nordseebad                                                    |
| Bad Driburg                                                | Kreis Höxter                                  | Nordrhein-Westfalen    | Mineralheilbad, Moorheilbad                                   |
| Bad Düben                                                  | Landkreis Nordsachsen                         | Sachsen                | Moorheilbad                                                   |
| Bad Dürkheim                                               | Landkreis Bad Dürkheim                        | Rheinland-Pfalz        | Heilbad                                                       |
| Bad Dürrheim                                               | Schwarzwald-Baar-Kreis                        | Baden-Württemberg      | Soleheilbad, Heilklimatischer Kurort, Kneippkurort            |
| Eckenhagen (Gemeinde Reichshof)                            | Oberbergischer Kreis                          | Nordrhein-Westfalen    | Heilklimatischer Kurort                                       |
| Eckernförde                                                | Kreis Rendsburg-Eckernförde                   | Schleswig-Holstein     | Ostseebad                                                     |
| Bad Eilsen                                                 | Landkreis Schaumburg                          | Niedersachsen          | Ort mit Heilquellen-Kurbetrieb                                |
| Bad Elster                                                 | Vogtlandkreis                                 | Sachsen                | Mineralheilbad, Moorheilbad                                   |
| Bad Ems                                                    | Rhein-Lahn-Kreis                              | Rheinland-Pfalz        | Heilbad                                                       |
| Bad Emstal                                                 | Landkreis Kassel                              | Hessen                 | Mineralheilbad                                                |
| Bad Endbach                                                | Landkreis Marburg-Biedenkopf                  | Hessen                 | Kneippheilbad                                                 |
| Bad Endorf                                                 | Landkreis Rosenheim                           | Bayern                 | Jod-Thermalbad                                                |
| Bensersiel (Stadt Esens)                                   | Landkreis Wittmund                            | Niedersachsen          | Nordseeheilbad                                                |
| Bad Essen                                                  | Landkreis Osnabrück                           | Niedersachsen          | Ort mit Sole-Kurbetrieb                                       |
| Eutin                                                      | Kreis Ostholstein                             | Schleswig-Holstein     | Heilklimatischer Kurort                                       |
| Falkenstein (Stadt Königstein im Taunus)                   | Hochtaunuskreis                               | Hessen                 | Heilklimatischer Kurort                                       |
| Bad Fallingbostel                                          | Landkreis Heidekreis                          | Niedersachsen          | Kneippheilbad                                                 |
| Bad Faulenbach (Stadt Füssen)                              | Landkreis Ostallgäu                           | Bayern                 | Mineralheilbad, Moorheilbad, Kneippkurort                     |
| Bad Feilnbach                                              | Landkreis Rosenheim                           | Bayern                 | Moorheilbad                                                   |
| Feldberg (zu Feldberger Seenlandschaft)                    | Landkreis Mecklenburgische Seenplatte         | Mecklenburg-Vorpommern | Kneippkurort                                                  |
| Finsterbergen und Friedrichroda                            | Landkreis Gotha                               | Thüringen              | Heilklimatischer Kurort                                       |
| Fischen im Allgäu                                          | Landkreis Oberallgäu                          | Bayern                 | Heilklimatischer Kurort                                       |
| Bad Frankenhausen                                          | Kyffhäuserkreis                               | Thüringen              | Soleheilbad                                                   |
| Bad Fredeburg (Stadt Schmallenberg)                        | Hochsauerlandkreis                            | Nordrhein-Westfalen    | Kneippheilbad                                                 |
| Freiburg im Breisgau 1                                     | —                                             | Baden-Württemberg      | Ort mit Heilquellen-Kurbetrieb                                |
| Bad Freienwalde (Oder)                                     | Landkreis Märkisch-Oderland                   | Brandenburg            | Moorheilbad                                                   |
| Freudenstadt                                               | Landkreis Freudenstadt                        | Baden-Württemberg      | Heilklimatischer Kurort, Kneippkurort                         |
| Friedrichskoog                                             | Kreis Dithmarschen                            | Schleswig-Holstein     | Nordseeheilbad                                                |
| Füssen                                                     | Landkreis Ostallgäu                           | Bayern                 | Kneippkurort                                                  |
| Bad Füssing                                                | Landkreis Passau                              | Bayern                 | Thermal-Mineralheilbad                                        |
| Bad Gandersheim                                            | Landkreis Northeim                            | Niedersachsen          | Heilbad                                                       |
| Garmisch-Partenkirchen                                     | Landkreis Garmisch-Partenkirchen              | Bayern                 | Heilklimatischer Kurort                                       |
| Gelting                                                    | Kreis Schleswig-Flensburg                     | Schleswig-Holstein     | Kneippkurort                                                  |
| Gemünd (Schleiden) (Stadt Schleiden)                       | Kreis Euskirchen                              | Nordrhein-Westfalen    | Kneippkurort                                                  |
| Gersfeld (Rhön)                                            | Landkreis Fulda                               | Hessen                 | Heilklimatischer Kurort                                       |
| Gladenbach                                                 | Landkreis Marburg-Biedenkopf                  | Hessen                 | Kneippheilbad                                                 |
| Glücksburg (Ostsee)                                        | Kreis Schleswig-Flensburg                     | Schleswig-Holstein     | Ostseeheilbad                                                 |
| Bad Gögging (Stadt Neustadt an der Donau)                  | Landkreis Kelheim                             | Bayern                 | Moorheilbad, Schwefelheilbad                                  |
| Göhren                                                     | Landkreis Vorpommern-Rügen                    | Mecklenburg-Vorpommern | Ostseebad                                                     |
| Bad Gottleuba (Stadt Bad Gottleuba-Berggießhübel)          | Landkreis Sächsische Schweiz-Osterzgebirge    | Sachsen                | Moorheilbad                                                   |
| Grasellenbach                                              | Landkreis Bergstraße                          | Hessen                 | Kneippheilbad                                                 |
| Graal-Müritz                                               | Landkreis Rostock                             | Mecklenburg-Vorpommern | Ostseeheilbad                                                 |
| Bad Griesbach im Rottal                                    | Landkreis Passau                              | Bayern                 | Heilbad                                                       |
| Grömitz                                                    | Kreis Ostholstein                             | Schleswig-Holstein     | Ostseeheilbad                                                 |
| Bad Grönenbach                                             | Landkreis Unterallgäu                         | Bayern                 | Kneippheilbad                                                 |
| Großenbrode                                                | Kreis Ostholstein                             | Schleswig-Holstein     | Ostseeheilbad                                                 |
| Bad Grund                                                  | Landkreis Göttingen                           | Niedersachsen          | Ort mit Heilstollen-Kurbetrieb                                |
| Haffkrug (Gemeinde Scharbeutz)                             | Kreis Ostholstein                             | Schleswig-Holstein     | Ostseeheilbad                                                 |
| Hahnenklee (Stadt Goslar)                                  | Landkreis Goslar                              | Niedersachsen          | Heilklimatischer Kurort                                       |
| Bad Harzburg                                               | Landkreis Goslar                              | Niedersachsen          | Soleheilbad                                                   |
| Hausberge (Stadt Porta Westfalica)                         | Kreis Minden-Lübbecke                         | Nordrhein-Westfalen    | Kneippkurort                                                  |
| Heikendorf                                                 | Kreis Plön                                    | Schleswig-Holstein     | Ostseebad                                                     |
| Bad Heilbrunn                                              | Landkreis Bad Tölz-Wolfratshausen             | Bayern                 | Mineralheilbad                                                |
| Heilbad Heiligenstadt                                      | Landkreis Eichsfeld                           | Thüringen              | Soleheilbad                                                   |
| Heiligendamm (Stadt Bad Doberan)                           | Landkreis Rostock                             | Mecklenburg-Vorpommern | Ostseeheilbad                                                 |
| Heiligenhafen                                              | Kreis Ostholstein                             | Schleswig-Holstein     | Ostseeheilbad                                                 |
| Helgoland                                                  | Kreis Pinneberg                               | Schleswig-Holstein     | Nordseeheilbad                                                |
| Herbstein                                                  | Vogelsbergkreis                               | Hessen                 | Heilbad                                                       |
| Heringsdorf                                                | Landkreis Vorpommern-Greifswald               | Mecklenburg-Vorpommern | Ostseeheilbad                                                 |
| Bad Hermannsborn (Stadt Bad Driburg)                       | Kreis Höxter                                  | Nordrhein-Westfalen    | Heilquellen-Kurbetrieb                                        |
| Bad Herrenalb                                              | Landkreis Calw                                | Baden-Württemberg      | Mineralheilbad, Heilklimatischer Kurort                       |
| Bad Hersfeld                                               | Landkreis Hersfeld-Rotenburg                  | Hessen                 | Heilbad                                                       |
| Insel Hiddensee                                            | Landkreis Vorpommern-Rügen                    | Mecklenburg-Vorpommern | Ostseebad                                                     |
| Bad Hindelang                                              | Landkreis Oberallgäu                          | Bayern                 | Kneippheilbad, Heilklimatischer Kurort                        |
| Bad Holzhausen (Stadt Preußisch Oldendorf)                 | Kreis Minden-Lübbecke                         | Nordrhein-Westfalen    | Heilbad                                                       |
| Hinterzarten                                               | Landkreis Breisgau-Hochschwarzwald            | Baden-Württemberg      | Heilklimatischer Kurort                                       |
| Hitzacker                                                  | Landkreis Lüchow-Dannenberg                   | Niedersachsen          | Kneippkurort                                                  |
| Höchenschwand                                              | Landkreis Waldshut                            | Baden-Württemberg      | Heilklimatischer Kurort                                       |
| Hohwacht (Ostsee)                                          | Kreis Plön                                    | Schleswig-Holstein     | Ostseeheilbad                                                 |
| Holm (Stadt Schönberg (Holstein))                          | Kreis Plön                                    | Schleswig-Holstein     | Heilbad                                                       |
| Bad Hönningen                                              | Landkreis Neuwied                             | Rheinland-Pfalz        | Thermal-Mineralheilbad                                        |
| Bad Homburg vor der Höhe                                   | Hochtaunuskreis                               | Hessen                 | Heilbad                                                       |
| Hopfen am See (Stadt Füssen)                               | Landkreis Ostallgäu                           | Bayern                 | Kneippkurort                                                  |
| Bad Hopfenberg (Stadt Petershagen)                         | Kreis Minden-Lübbecke                         | Nordrhein-Westfalen    | Moorheilbad                                                   |
| Hörnum (Sylt)                                              | Kreis Nordfriesland                           | Schleswig-Holstein     | Nordseebad                                                    |
| Horumersiel-Schillig (Gemeinde Wangerland)                 | Landkreis Friesland                           | Niedersachsen          | Nordseeheilbad                                                |
| Bad Iburg                                                  | Landkreis Osnabrück                           | Niedersachsen          | Kneippkurort                                                  |
| Bad Imnau (Stadt Haigerloch)                               | Zollernalbkreis                               | Baden-Württemberg      | Heilquellen-Kurbetrieb                                        |
| Isny im Allgäu                                             | Landkreis Ravensburg                          | Baden-Württemberg      | Heilklimatischer Kurort                                       |
| Jordanbad (Stadt Biberach an der Riß)                      | Landkreis Biberach                            | Baden-Württemberg      | Kneippkurort                                                  |
| Juist                                                      | Landkreis Aurich                              | Niedersachsen          | Nordseeheilbad                                                |
| Kampen (Sylt)                                              | Kreis Nordfriesland                           | Schleswig-Holstein     | Nordseebad                                                    |
| Bad Karlshafen                                             | Landkreis Kassel                              | Hessen                 | Soleheilbad                                                   |
| Karlshagen                                                 | Landkreis Vorpommern-Greifswald               | Mecklenburg-Vorpommern | Ostseebad                                                     |
| Kell am See                                                | Landkreis Trier-Saarburg                      | Rheinland-Pfalz        | Luftkurort                                                    |
| Kellberg (Gemeinde Thyrnau)                                | Landkreis Passau                              | Bayern                 | Mineralquellen-Kurbetrieb                                     |
| Kellenhusen (Ostsee)                                       | Kreis Ostholstein                             | Schleswig-Holstein     | Ostseeheilbad                                                 |
| Bad Kissingen                                              | Landkreis Bad Kissingen                       | Bayern                 | Mineralheilbad, Moorheilbad                                   |
| Bad Klosterlausnitz                                        | Saale-Holzland-Kreis                          | Thüringen              | Moorheilbad                                                   |
| Bad König                                                  | Odenwaldkreis                                 | Hessen                 | Thermalheilbad                                                |
| Königsfeld im Schwarzwald                                  | Schwarzwald-Baar-Kreis                        | Baden-Württemberg      | Heilklimatischer Kurort, Kneippkurort                         |
| Bad Königshofen im Grabfeld                                | Landkreis Rhön-Grabfeld                       | Bayern                 | Mineralheilbad                                                |
| Königstein im Taunus                                       | Hochtaunuskreis                               | Hessen                 | Heilklimatischer Kurort                                       |
| Bad Kösen                                                  | Burgenlandkreis                               | Sachsen-Anhalt         | Soleheilbad                                                   |
| Koserow                                                    | Landkreis Vorpommern-Greifswald               | Mecklenburg-Vorpommern | Ostseebad                                                     |
| Bad Kötzting                                               | Landkreis Cham                                | Bayern                 | Kneippheilbad                                                 |
| Bad Kohlgrub                                               | Landkreis Garmisch-Partenkirchen              | Bayern                 | Moorheilbad                                                   |
| Kreuth                                                     | Landkreis Miesbach                            | Bayern                 | Heilklimatischer Kurort                                       |
| Bad Kreuznach                                              | Landkreis Bad Kreuznach                       | Rheinland-Pfalz        | Mineralheilbad, Radonheilbad                                  |
| Bad Krozingen                                              | Landkreis Breisgau-Hochschwarzwald            | Baden-Württemberg      | Thermal-Mineralheilbad                                        |
| Krumbad (Stadt Krumbach (Schwaben))                        | Landkreis Günzburg                            | Bayern                 | Kneipp-Kurbetrieb, Peloid-Kurbetrieb                          |
| Kühlungsborn                                               | Landkreis Rostock                             | Mecklenburg-Vorpommern | Ostseeheilbad                                                 |
| Kyllburg                                                   | Eifelkreis Bitburg-Prüm                       | Rheinland-Pfalz        | Luftkurort                                                    |
| Bad Laasphe                                                | Kreis Siegen-Wittgenstein                     | Nordrhein-Westfalen    | Kneippheilbad                                                 |
| Ostseebad Laboe                                            | Kreis Plön                                    | Schleswig-Holstein     | Ostseebad                                                     |
| Bad Laer                                                   | Landkreis Osnabrück                           | Niedersachsen          | Soleheilbad                                                   |
| Bad Langensalza                                            | Unstrut-Hainich-Kreis                         | Thüringen              | Heilbad                                                       |
| Langeoog                                                   | Landkreis Wittmund                            | Niedersachsen          | Nordseeheilbad                                                |
| Bad Lausick                                                | Landkreis Leipzig                             | Sachsen                | Mineralheilbad                                                |
| Bad Lauterberg                                             | Landkreis Göttingen                           | Niedersachsen          | Kneippheilbad                                                 |
| Lenzkirch                                                  | Landkreis Breisgau-Hochschwarzwald            | Baden-Württemberg      | Heilklimatischer Kurort                                       |
| Bad Liebenstein                                            | Wartburgkreis                                 | Thüringen              | Mineralheilbad                                                |
| Bad Liebenwerda                                            | Landkreis Elbe-Elster                         | Brandenburg            | Moorheilbad                                                   |
| Bad Liebenzell                                             | Landkreis Calw                                | Baden-Württemberg      | Heilbad                                                       |
| Lindenfels                                                 | Landkreis Bergstraße                          | Hessen                 | Heilklimatischer Kurort                                       |
| Bad Lippspringe                                            | Kreis Paderborn                               | Nordrhein-Westfalen    | Heilbad, Heilklimatischer Kurort                              |
| List auf Sylt                                              | Kreis Nordfriesland                           | Schleswig-Holstein     | Nordseebad                                                    |
| Bad Lobenstein                                             | Saale-Orla-Kreis                              | Thüringen              | Moorbad                                                       |
| Loddin                                                     | Landkreis Vorpommern-Greifswald               | Mecklenburg-Vorpommern | Ostseebad                                                     |
| Lubmin                                                     | Landkreis Vorpommern-Greifswald               | Mecklenburg-Vorpommern | Ostseebad                                                     |
| Ludwigsburg-Hoheneck                                       | Landkreis Ludwigsburg                         | Baden-Württemberg      | Heilquellen-Kurbetrieb                                        |
| Bad Malente-Gremsmühlen (Gemeinde Malente)                 | Kreis Ostholstein                             | Schleswig-Holstein     | Kneippheilbad, Heilklimatischer Kurort                        |
| Manderscheid                                               | Landkreis Bernkastel-Wittlich                 | Rheinland-Pfalz        | Heilklimatischer Kurort, Kneippkurort                         |
| Marktschellenberg                                          | Landkreis Berchtesgadener Land                | Bayern                 | Heilklimatischer Kurort                                       |
| Bad Marienberg (Westerwald)                                | Westerwaldkreis                               | Rheinland-Pfalz        | Kneippheilbad                                                 |
| Masserberg                                                 | Landkreis Hildburghausen                      | Thüringen              | Heilklimatischer Kurort                                       |
| Bad Meinberg (Stadt Horn-Bad Meinberg)                     | Kreis Lippe                                   | Nordrhein-Westfalen    | Heilbad                                                       |
| Bad Mergentheim                                            | Main-Tauber-Kreis                             | Baden-Württemberg      | Mineralheilbad                                                |
| Mettnau (Stadt Radolfzell am Bodensee)                     | Landkreis Konstanz                            | Baden-Württemberg      | Kneippkurort                                                  |
| Mölln                                                      | Kreis Herzogtum Lauenburg                     | Schleswig-Holstein     | Kneippkurort                                                  |
| Bad Münder am Deister                                      | Landkreis Hameln-Pyrmont                      | Niedersachsen          | Ort mit Heilquellen-Kurbetrieb                                |
| Bad Münster am Stein-Ebernburg (Stadt Bad Kreuznach)       | Landkreis Bad Kreuznach                       | Rheinland-Pfalz        | Radonheilbad, Heilklimatischer Kurort                         |
| Bad Münstereifel                                           | Kreis Euskirchen                              | Nordrhein-Westfalen    | Kneippheilbad                                                 |
| Bad Muskau                                                 | Landkreis Görlitz                             | Sachsen                | Ort mit Moor-Kurbetrieb                                       |
| Murnau am Staffelsee                                       | Landkreis Garmisch-Partenkirchen              | Bayern                 | Moor-Kurbetrieb                                               |
| Bad Nauheim                                                | Wetteraukreis                                 | Hessen                 | Thermal-Mineralbad                                            |
| Naumburg (Hessen)                                          | Landkreis Kassel                              | Hessen                 | Kneippkurort                                                  |
| Nebel                                                      | Kreis Nordfriesland                           | Schleswig-Holstein     | Nordseebad                                                    |
| Bad Nenndorf                                               | Landkreis Schaumburg                          | Niedersachsen          | Mineralheilbad, Moorheilbad                                   |
| Neubulach                                                  | Landkreis Calw                                | Baden-Württemberg      | Heilklimatischer Kurort, Heilstollen-Kurbetrieb               |
| Bad Neuenahr-Ahrweiler                                     | Landkreis Ahrweiler                           | Rheinland-Pfalz        | Mineralbad                                                    |
| Neuharlingersiel                                           | Landkreis Wittmund                            | Niedersachsen          | Nordseeheilbad                                                |
| Neukirchen (Knüll)                                         | Schwalm-Eder-Kreis                            | Hessen                 | Kneippheilbad                                                 |
| Bad Neustadt an der Saale                                  | Landkreis Rhön-Grabfeld                       | Bayern                 | Moorheilbad, Soleheilbad                                      |
| Neustadt in Holstein                                       | Kreis Ostholstein                             | Schleswig-Holstein     | Ostseebad                                                     |
| Nieblum                                                    | Kreis Nordfriesland                           | Schleswig-Holstein     | Nordseebad                                                    |
| Bad Niedernau (Stadt Rottenburg am Neckar)                 | Landkreis Tübingen                            | Baden-Württemberg      | Mineralheilbad, Moorheilbad                                   |
| Nieheim                                                    | Kreis Höxter                                  | Nordrhein-Westfalen    | Heilklimatischer Kurort                                       |
| Niendorf (Gemeinde Timmendorfer Strand)                    | Kreis Ostholstein                             | Schleswig-Holstein     | Ostseeheilbad                                                 |
| Nienhagen                                                  | Landkreis Rostock                             | Mecklenburg-Vorpommern | Ostseebad                                                     |
| Nonnweiler                                                 | Landkreis Sankt Wendel                        | Saarland               | Heilklimatischer Kurort                                       |
| Norddeich (Stadt Norden)                                   | Landkreis Aurich                              | Niedersachsen          | Nordseeheilbad                                                |
| Norddorf auf Amrum                                         | Kreis Nordfriesland                           | Schleswig-Holstein     | Nordseeheilbad                                                |
| Norderney                                                  | Landkreis Aurich                              | Niedersachsen          | Nordseeheilbad                                                |
| Nordstrand                                                 | Kreis Nordfriesland                           | Schleswig-Holstein     | Nordseeheilbad                                                |
| Nümbrecht                                                  | Oberbergischer Kreis                          | Nordrhein-Westfalen    | Heilklimatischer Kurort                                       |
| Bad Oberdorf                                               | Landkreis Oberallgäu                          | Bayern                 | Heilklimatischer Kurort, Kneippkurort, Schwefel-Thermalquelle |
| Oberstaufen                                                | Landkreis Oberallgäu                          | Bayern                 | Heilklimatischer Kurort, Schroth-Heilbad                      |
| Oberstdorf                                                 | Landkreis Oberallgäu                          | Bayern                 | Heilklimatischer Kurort, Kneippkurort                         |
| Obertal-Buhlbach (Gemeinde Baiersbronn)                    | Landkreis Freudenstadt                        | Baden-Württemberg      | Heilklimatischer Kurort                                       |
| Bad Oeynhausen                                             | Kreis Minden-Lübbecke                         | Nordrhein-Westfalen    | Mineralheilbad                                                |
| Olsberg                                                    | Hochsauerlandkreis                            | Nordrhein-Westfalen    | Kneippheilbad                                                 |
| Bad Orb                                                    | Main-Kinzig-Kreis                             | Hessen                 | Heilbad                                                       |
| Orscholz (Gemeinde Mettlach)                               | Landkreis Merzig-Wadern                       | Saarland               | Heilklimatischer Kurort                                       |
| Otterndorf                                                 | Landkreis Cuxhaven                            | Niedersachsen          | Nordseebad                                                    |
| Ottobeuren                                                 | Landkreis Unterallgäu                         | Bayern                 | Kneippkurort                                                  |
| Oy-Mittelberg                                              | Landkreis Oberallgäu                          | Bayern                 | Kneippkurort                                                  |
| Pellworm                                                   | Kreis Nordfriesland                           | Schleswig-Holstein     | Nordseeheilbad                                                |
| Bad Peterstal-Griesbach                                    | Ortenaukreis                                  | Baden-Württemberg      | Mineralheilbad, Moorheilbad, Kneippkurort                     |
| Insel Poel                                                 | Landkreis Nordwestmecklenburg                 | Mecklenburg-Vorpommern | Ostseebad                                                     |
| Prerow                                                     | Landkreis Vorpommern-Rügen                    | Mecklenburg-Vorpommern | Ostseebad                                                     |
| Prien am Chiemsee                                          | Landkreis Rosenheim                           | Bayern                 | Kneippkurort                                                  |
| Bad Pyrmont                                                | Landkreis Hameln-Pyrmont                      | Niedersachsen          | Mineralheilbad, Moorheilbad                                   |
| Ramsau bei Berchtesgaden                                   | Landkreis Berchtesgadener Land                | Bayern                 | Heilklimatischer Kurort                                       |
| Randringhausen (Stadt Bünde)                               | Kreis Herford                                 | Nordrhein-Westfalen    | Erholungsort mit Kurmittelgebiet                              |
| Rantum (Gemeinde Sylt)                                     | Kreis Nordfriesland                           | Schleswig-Holstein     | Nordseebad                                                    |
| Bad Rappenau                                               | Landkreis Heilbronn                           | Baden-Württemberg      | Soleheilbad                                                   |
| Bad Reichenhall                                            | Landkreis Berchtesgadener Land                | Bayern                 | Soleheilbad                                                   |
| Rengsdorf                                                  | Landkreis Neuwied                             | Rheinland-Pfalz        | Heilklimatischer Kurort                                       |
| Rerik                                                      | Landkreis Rostock                             | Mecklenburg-Vorpommern | Ostseebad                                                     |
| Bad Rippoldsau-Schapbach                                   | Landkreis Freudenstadt                        | Baden-Württemberg      | Mineralbad, Moorbad                                           |
| Bad Rodach                                                 | Landkreis Coburg                              | Bayern                 | Heilbad                                                       |
| Bad Rotenfels (Stadt Gaggenau)                             | Landkreis Rastatt                             | Baden-Württemberg      | Heilquellen-Kurbetrieb                                        |
| Bad Rothenfelde                                            | Landkreis Osnabrück                           | Niedersachsen          | Soleheilbad                                                   |
| Rothenuffeln (Gemeinde Hille)                              | Kreis Minden-Lübbecke                         | Nordrhein-Westfalen    | Erholungsort mit Kurmittelgebiet                              |
| Rottach-Egern                                              | Landkreis Miesbach                            | Bayern                 | Heilklimatischer Kurort                                       |
| Bad Saarow                                                 | Landkreis Oder-Spree                          | Brandenburg            | Moorheilbad, Thermalsoleheilbad                               |
| Bad Sachsa                                                 | Landkreis Göttingen                           | Niedersachsen          | Heilklimatischer Kurort                                       |
| Bad Säckingen                                              | Landkreis Waldshut                            | Baden-Württemberg      | Heilbad                                                       |
| Saig (Gemeinde Lenzkirch)                                  | Landkreis Breisgau-Hochschwarzwald            | Baden-Württemberg      | Heilklimatischer Kurort                                       |
| Bad Salzdetfurth                                           | Landkreis Hildesheim                          | Niedersachsen          | Moorheilbad, Soleheilbad                                      |
| Bad Salzelmen (Stadt Schönebeck)                           | Salzlandkreis                                 | Sachsen-Anhalt         | Soleheilbad                                                   |
| Salzgitter-Bad (Stadt Salzgitter)                          | —                                             | Niedersachsen          | Ort mit Sole-Kurbetrieb                                       |
| Bad Salzhausen (Stadt Nidda)                               | Wetteraukreis                                 | Hessen                 | Heilbad                                                       |
| Bad Salzig (Stadt Boppard)                                 | Rhein-Hunsrück-Kreis                          | Rheinland-Pfalz        | Mineralheilbad                                                |
| Bad Salzschlirf                                            | Landkreis Fulda                               | Hessen                 | Mineralheilbad, Moorheilbad                                   |
| Bad Salzuflen                                              | Kreis Lippe                                   | Nordrhein-Westfalen    | Mineralheilbad, Soleheilbad, Kneippkurort                     |
| Bad Salzungen                                              | Wartburgkreis                                 | Thüringen              | Soleheilbad                                                   |
| Sasbachwalden                                              | Ortenaukreis                                  | Baden-Württemberg      | Heilklimatischer Kurort, Kneippkurort                         |
| Bad Sassendorf                                             | Kreis Soest                                   | Nordrhein-Westfalen    | Mineralheilbad, Moorheilbad                                   |
| Bad Saulgau                                                | Landkreis Sigmaringen                         | Baden-Württemberg      | Heilbad                                                       |
| Bad Schandau                                               | Landkreis Sächsische Schweiz-Osterzgebirge    | Sachsen                | Kneippheilbad                                                 |
| Scharbeutz                                                 | Kreis Ostholstein                             | Schleswig-Holstein     | Ostseeheilbad                                                 |
| Scheidegg                                                  | Landkreis Lindau (Bodensee)                   | Bayern                 | Heilklimatischer Kurort, Kneippkurort                         |
| Schieder (Stadt Schieder-Schwalenberg)                     | Kreis Lippe                                   | Nordrhein-Westfalen    | Kneippkurort                                                  |
| Schlangenbad                                               | Rheingau-Taunus-Kreis                         | Hessen                 | Heilbad                                                       |
| Bad Schlema                                                | Erzgebirgskreis                               | Sachsen                | Heilbad                                                       |
| Schluchsee                                                 | Landkreis Breisgau-Hochschwarzwald            | Baden-Württemberg      | Heilklimatischer Kurort                                       |
| Bad Schmiedeberg                                           | Landkreis Wittenberg                          | Sachsen-Anhalt         | Mineralheilbad, Moorheilbad, Kneippkurort                     |
| Schömberg                                                  | Landkreis Calw                                | Baden-Württemberg      | Heilklimatischer Kurort, Kneippkurort                         |
| Schönau am Königssee                                       | Landkreis Berchtesgadener Land                | Bayern                 | Heilklimatischer Kurort                                       |
| Schönberg (Holstein)                                       | Kreis Plön                                    | Schleswig-Holstein     | Ostseebad                                                     |
| Bad Schönborn                                              | Landkreis Karlsruhe                           | Baden-Württemberg      | Heilbad                                                       |
| Schönhagen (Gemeinde Brodersby)                            | Kreis Rendsburg-Eckernförde                   | Schleswig-Holstein     | Ostseebad                                                     |
| Schönmünzach und Schwarzenberg (Gemeinde Baiersbronn)      | Landkreis Freudenstadt                        | Baden-Württemberg      | Kneippkurort                                                  |
| Schönwald im Schwarzwald                                   | Schwarzwald-Baar-Kreis                        | Baden-Württemberg      | Heilklimatischer Kurort                                       |
| Schmallenberg-Grafschaft                                   | Hochsauerlandkreis                            | Nordrhein-Westfalen    | Heilklimatischer Kurort                                       |
| Bad Schussenried                                           | Landkreis Biberach                            | Baden-Württemberg      | Moorheilbad                                                   |
| Bad Schwalbach                                             | Rheingau-Taunus-Kreis                         | Hessen                 | Mineralheilbad, Moorheilbad                                   |
| Schwangau                                                  | Landkreis Ostallgäu                           | Bayern                 | Heilklimatischer Kurort                                       |
| Bad Schwartau                                              | Kreis Ostholstein                             | Schleswig-Holstein     | Jodsoleheilbad, Moorheilbad                                   |
| Bad Sebastiansweiler (Stadt Mössingen)                     | Landkreis Tübingen                            | Baden-Württemberg      | Heilquellen-Kurbetrieb                                        |
| Bad Segeberg                                               | Kreis Segeberg                                | Schleswig-Holstein     | Mineralheilbad                                                |
| Sellin                                                     | Landkreis Vorpommern-Rügen                    | Mecklenburg-Vorpommern | Ostseebad                                                     |
| Bad Senkelteich (Stadt Vlotho)                             | Kreis Herford                                 | Nordrhein-Westfalen    | Luftkurort mit Kurmittelgebiet                                |
| Bad Seebruch (Stadt Vlotho)                                | Kreis Herford                                 | Nordrhein-Westfalen    | Luftkurort mit Kurmittelgebiet                                |
| Sibyllenbad (Marktgemeinde Bad Neualbenreuth)              | Landkreis Tirschenreuth                       | Bayern                 | Heilquellen-Kurbetrieb                                        |
| Siegsdorf                                                  | Landkreis Traunstein                          | Bayern                 | Heilquellen-Kurbetrieb                                        |
| Sierksdorf                                                 | Kreis Ostholstein                             | Schleswig-Holstein     | Ostseebad                                                     |
| Bad Sobernheim                                             | Landkreis Bad Kreuznach                       | Rheinland-Pfalz        | Felke-Heilbad                                                 |
| Bad Soden am Taunus                                        | Main-Taunus-Kreis                             | Hessen                 | Mineralheilbad, Soleheilbad                                   |
| Bad Soden-Salmünster                                       | Main-Kinzig-Kreis                             | Hessen                 | Mineralheilbad                                                |
| Bad Sooden-Allendorf                                       | Werra-Meißner-Kreis                           | Hessen                 | Soleheilbad                                                   |
| Soltau                                                     | Landkreis Heidekreis                          | Niedersachsen          | Ort mit Sole-Kurbetrieb                                       |
| Spiekeroog                                                 | Landkreis Wittmund                            | Niedersachsen          | Nordseeheilbad                                                |
| Bad Staffelstein                                           | Landkreis Lichtenfels                         | Bayern                 | Thermalsolebad                                                |
| St. Blasien                                                | Landkreis Waldshut                            | Baden-Württemberg      | Heilklimatischer Kurort, Kneippkurort                         |
| Bad Steben                                                 | Landkreis Hof                                 | Bayern                 | Heilbad                                                       |
| Sankt Peter-Ording                                         | Kreis Nordfriesland                           | Schleswig-Holstein     | Nordseeheilbad, Schwefelbad                                   |
| Strande                                                    | Kreis Rendsburg-Eckernförde                   | Schleswig-Holstein     | Ostseebad                                                     |
| Stützerbach (Stadt Ilmenau)                                | Ilm-Kreis                                     | Thüringen              | Kneippkurort                                                  |
| Bad Suderode                                               | Landkreis Harz                                | Sachsen-Anhalt         | Heilbad                                                       |
| Bad Sulza                                                  | Landkreis Weimarer Land                       | Thüringen              | Soleheilbad                                                   |
| Bad Sülze                                                  | Landkreis Vorpommern-Rügen                    | Mecklenburg-Vorpommern | Moorheilbad, Soleheilbad, Peloid-Kurbetrieb                   |
| Sülzhayn (Stadt Ellrich)                                   | Landkreis Nordhausen                          | Thüringen              | Heilklimatischer Kurort                                       |
| Sylt-Ost (Gemeinde Sylt)                                   | Kreis Nordfriesland                           | Schleswig-Holstein     | Nordseebad                                                    |
| Bad Tabarz                                                 | Landkreis Gotha                               | Thüringen              | Kneippheilbad                                                 |
| Tecklenburg                                                | Kreis Steinfurt                               | Nordrhein-Westfalen    | Kneippkurort                                                  |
| Tegernsee                                                  | Landkreis Miesbach                            | Bayern                 | Heilklimatischer Kurort                                       |
| Bad Teinach (Stadt Bad Teinach-Zavelstein)                 | Landkreis Calw                                | Baden-Württemberg      | Heilbad                                                       |
| Templin                                                    | Landkreis Uckermark                           | Brandenburg            | Thermalsoleheilbad                                            |
| Bad Tennstedt                                              | Unstrut-Hainich-Kreis                         | Thüringen              | Heilbad                                                       |
| Thiessow (zu Mönchgut)                                     | Landkreis Vorpommern-Rügen                    | Mecklenburg-Vorpommern | Ostseebad                                                     |
| Timmendorfer Strand                                        | Kreis Ostholstein                             | Schleswig-Holstein     | Ostseeheilbad                                                 |
| Titisee-Neustadt                                           | Landkreis Breisgau-Hochschwarzwald            | Baden-Württemberg      | Heilklimatischer Kurort                                       |
| Todtmoos                                                   | Landkreis Waldshut                            | Baden-Württemberg      | Heilklimatischer Kurort                                       |
| Bad Tölz                                                   | Landkreis Bad Tölz-Wolfratshausen             | Bayern                 | Jodbad, Heilklimatischer Kurort                               |
| Tossens (Gemeinde Butjadingen)                             | Landkreis Wesermarsch                         | Niedersachsen          | Nordseebad                                                    |
| Trassenheide                                               | Landkreis Vorpommern-Greifswald               | Mecklenburg-Vorpommern | Ostseebad                                                     |
| Travemünde (Stadt Lübeck)                                  | —                                             | Schleswig-Holstein     | Ostseeheilbad                                                 |
| Treuchtlingen                                              | Landkreis Weißenburg-Gunzenhausen             | Bayern                 | Heilquellen-Kurbetrieb                                        |
| Triberg im Schwarzwald                                     | Schwarzwald-Baar-Kreis                        | Baden-Württemberg      | Heilklimatischer Kurort                                       |
| Überlingen                                                 | Bodenseekreis                                 | Baden-Württemberg      | Kneippheilbad                                                 |
| Bad Überkingen                                             | Landkreis Göppingen                           | Baden-Württemberg      | Heilbad                                                       |
| Ückeritz                                                   | Landkreis Vorpommern-Greifswald               | Mecklenburg-Vorpommern | Ostseebad                                                     |
| Ueckermünde                                                | Landkreis Vorpommern-Greifswald               | Mecklenburg-Vorpommern | Seebad                                                        |
| Bad Urach                                                  | Landkreis Reutlingen                          | Baden-Württemberg      | Heilbad                                                       |
| Usseln (Gemeinde Willingen (Upland))                       | Landkreis Waldeck-Frankenberg                 | Hessen                 | Heilklimatischer Kurort, Kneippheilbad                        |
| Utersum                                                    | Kreis Nordfriesland                           | Schleswig-Holstein     | Nordseebad                                                    |
| Villingen (Stadt Villingen-Schwenningen)                   | Schwarzwald-Baar-Kreis                        | Baden-Württemberg      | Kneippkurort                                                  |
| Bad Vilbel                                                 | Wetteraukreis                                 | Hessen                 | Heilquellen-Kurbetrieb                                        |
| Waldbronn                                                  | Landkreis Karlsruhe                           | Baden-Württemberg      | Heilquellen-Kurbetrieb                                        |
| Bad Waldliesborn (Stadt Lippstadt)                         | Kreis Soest                                   | Nordrhein-Westfalen    | Mineralheilbad                                                |
| Bad Waldsee                                                | Landkreis Ravensburg                          | Baden-Württemberg      | Moorheilbad, Kneippkurort                                     |
| Wallfahrtsstadt Kevelaer                                   | Kreis Kleve                                   | Nordrhein-Westfalen    | Ort mit Heilquellen-Kurbetrieb                                |
| Wangerooge                                                 | Landkreis Friesland                           | Niedersachsen          | Nordseeheilbad                                                |
| Waren (Müritz)                                             | Landkreis Mecklenburgische Seenplatte         | Mecklenburg-Vorpommern | Soleheilbad                                                   |
| Warmbad (Stadt Wolkenstein)                                | Erzgebirgskreis                               | Sachsen                | Heilbad                                                       |
| Warnemünde (Stadt Rostock)                                 | —                                             | Mecklenburg-Vorpommern | Ostseebad                                                     |
| Weiskirchen                                                | Landkreis Merzig-Wadern                       | Saarland               | Heilklimatischer Kurort, Kneippkurort                         |
| Weißenhäuser Strand (Gemeinde Wangels)                     | Kreis Ostholstein                             | Schleswig-Holstein     | Ostseebad                                                     |
| Wenningstedt-Braderup (Sylt)                               | Kreis Nordfriesland                           | Schleswig-Holstein     | Nordseeheilbad                                                |
| Westerland (Gemeinde Sylt)                                 | Kreis Nordfriesland                           | Schleswig-Holstein     | Nordseeheilbad                                                |
| Bad Westernkotten (Stadt Erwitte)                          | Kreis Soest                                   | Nordrhein-Westfalen    | Moorheilbad, Soleheilbad                                      |
| Bad Wiessee                                                | Landkreis Miesbach                            | Bayern                 | Mineralheilbad                                                |
| Wiesbaden                                                  | —                                             | Hessen                 | Mineralbad                                                    |
| Wiesenbad (Gemeinde Thermalbad Wiesenbad)                  | Erzgebirgskreis                               | Sachsen                | Ort mit Heilquellen-Kurbetrieb                                |
| Bad Wildbad                                                | Landkreis Calw                                | Baden-Württemberg      | Thermalheilbad                                                |
| Bad Wildstein (Stadt Traben-Trarbach)                      | Landkreis Bernkastel-Wittlich                 | Rheinland-Pfalz        | Heilbad                                                       |
| Bad Wildungen                                              | Landkreis Waldeck-Frankenberg                 | Hessen                 | Mineralheilbad                                                |
| Reinhardshausen (Stadt Bad Wildungen)                      | Landkreis Waldeck-Frankenberg                 | Hessen                 | Mineralheilbad                                                |
| Bad Wilhelmshöhe (Stadt Kassel)                            | —                                             | Hessen                 | Thermalsoleheilbad, Kneippheilbad                             |
| Bad Wilsnack                                               | Landkreis Prignitz                            | Brandenburg            | Moorheilbad                                                   |
| Willingen (Upland)                                         | Landkreis Waldeck-Frankenberg                 | Hessen                 | Kneippheilbad, Heilklimatischer Kurort                        |
| Bad Wimpfen                                                | Landkreis Heilbronn                           | Baden-Württemberg      | Soleheilbad                                                   |
| Bad Windsheim                                              | Landkreis Neustadt an der Aisch-Bad Windsheim | Bayern                 | Mineralheilbad, Soleheilbad                                   |
| Winterberg                                                 | Hochsauerlandkreis                            | Nordrhein-Westfalen    | Heilklimatischer Kurort                                       |
| Wittdün auf Amrum                                          | Kreis Nordfriesland                           | Schleswig-Holstein     | Nordseeheilbad                                                |
| Wolfegg                                                    | Landkreis Ravensburg                          | Baden-Württemberg      | Heilklimatischer Kurort                                       |
| Bad Wörishofen                                             | Landkreis Unterallgäu                         | Bayern                 | Kneippheilbad                                                 |
| Wremen                                                     | Landkreis Cuxhaven                            | Niedersachsen          | Nordseebad                                                    |
| Bad Wünnenberg                                             | Kreis Paderborn                               | Nordrhein-Westfalen    | Kneippheilbad                                                 |
| Bad Wurzach                                                | Landkreis Ravensburg                          | Baden-Württemberg      | Moorheilbad                                                   |
| Wustrow                                                    | Landkreis Vorpommern-Rügen                    | Mecklenburg-Vorpommern | Ostseeheilbad                                                 |
| Wyk auf Föhr                                               | Kreis Nordfriesland                           | Schleswig-Holstein     | Nordseeheilbad                                                |
| Zempin                                                     | Landkreis Vorpommern-Greifswald               | Mecklenburg-Vorpommern | Ostseebad                                                     |
| Zingst                                                     | Landkreis Vorpommern-Rügen                    | Mecklenburg-Vorpommern | Ostseeheilbad                                                 |
| Zinnowitz                                                  | Landkreis Vorpommern-Greifswald               | Mecklenburg-Vorpommern | Ostseeheilbad                                                 |
| Bad Zwesten                                                | Schwalm-Eder-Kreis                            | Hessen                 | Heilquellen-Kurbetrieb                                        |
| Bad Zwischenahn                                            | Landkreis Ammerland                           | Niedersachsen          | Moorheilbad                                                   |

## Fotos

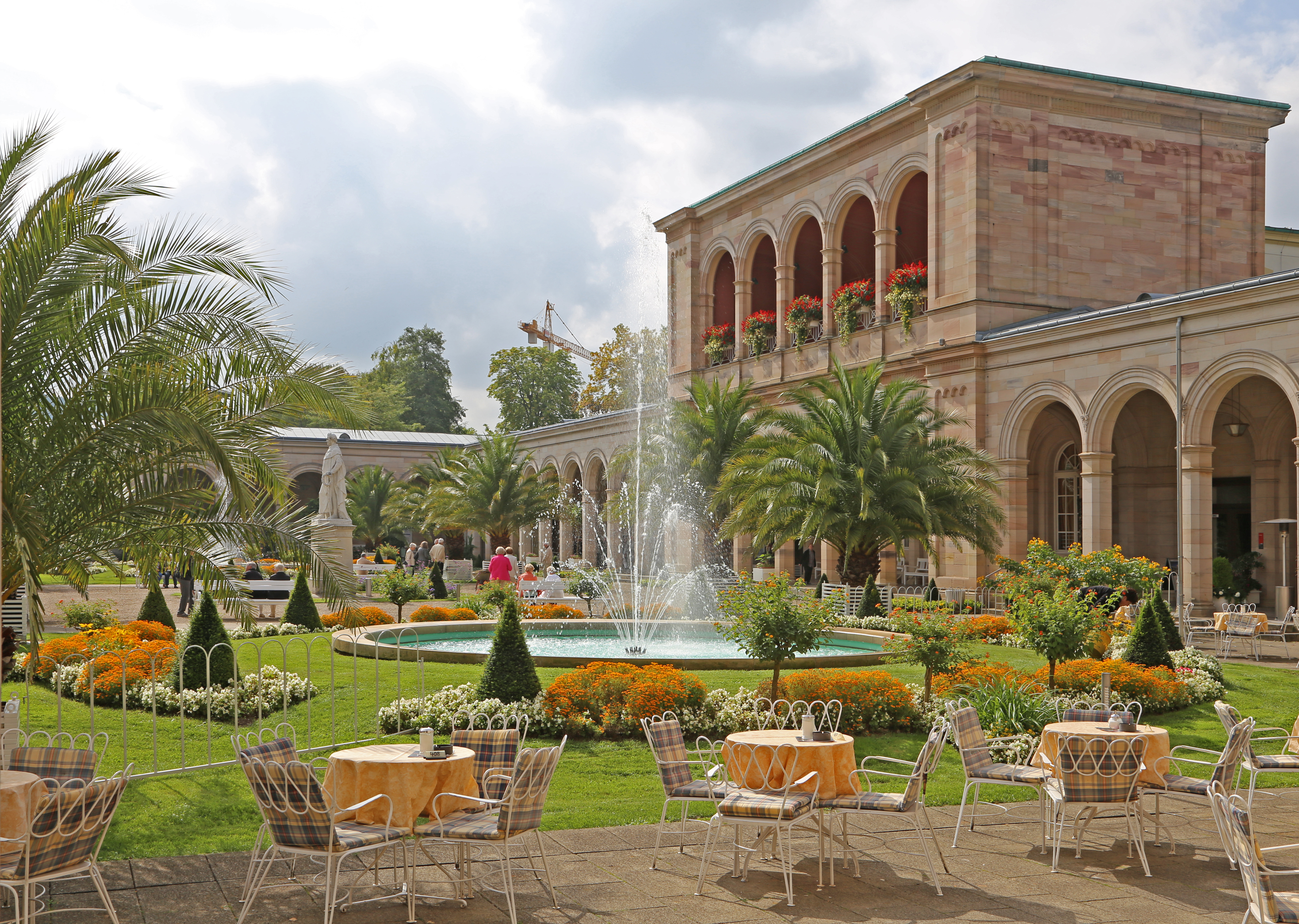
Kurgarten mit Arkadenbau in Bad Kissingen
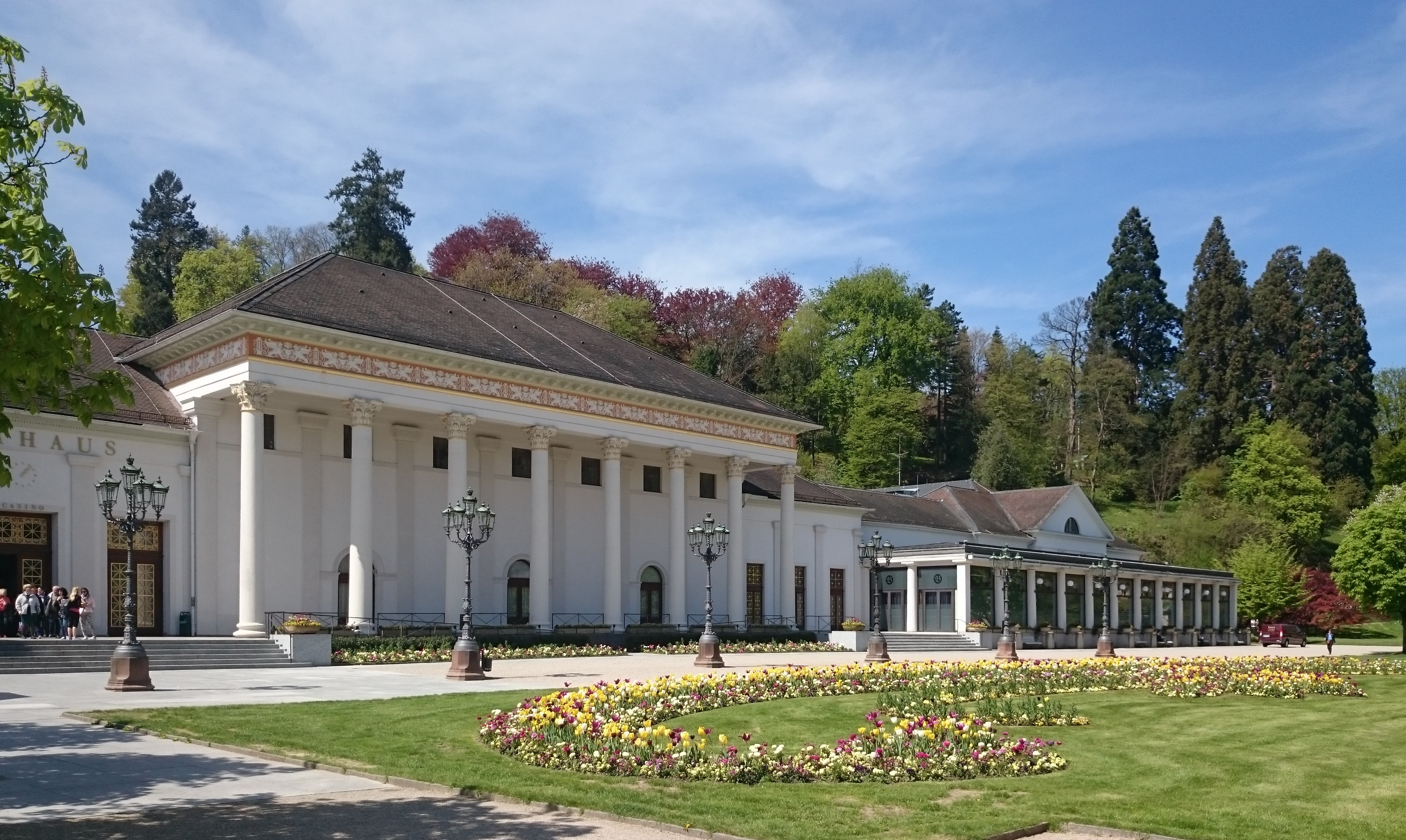
Kurhaus in Baden-Baden, bedeutender Veranstaltungsort und Beispiel der Kurarchitektur
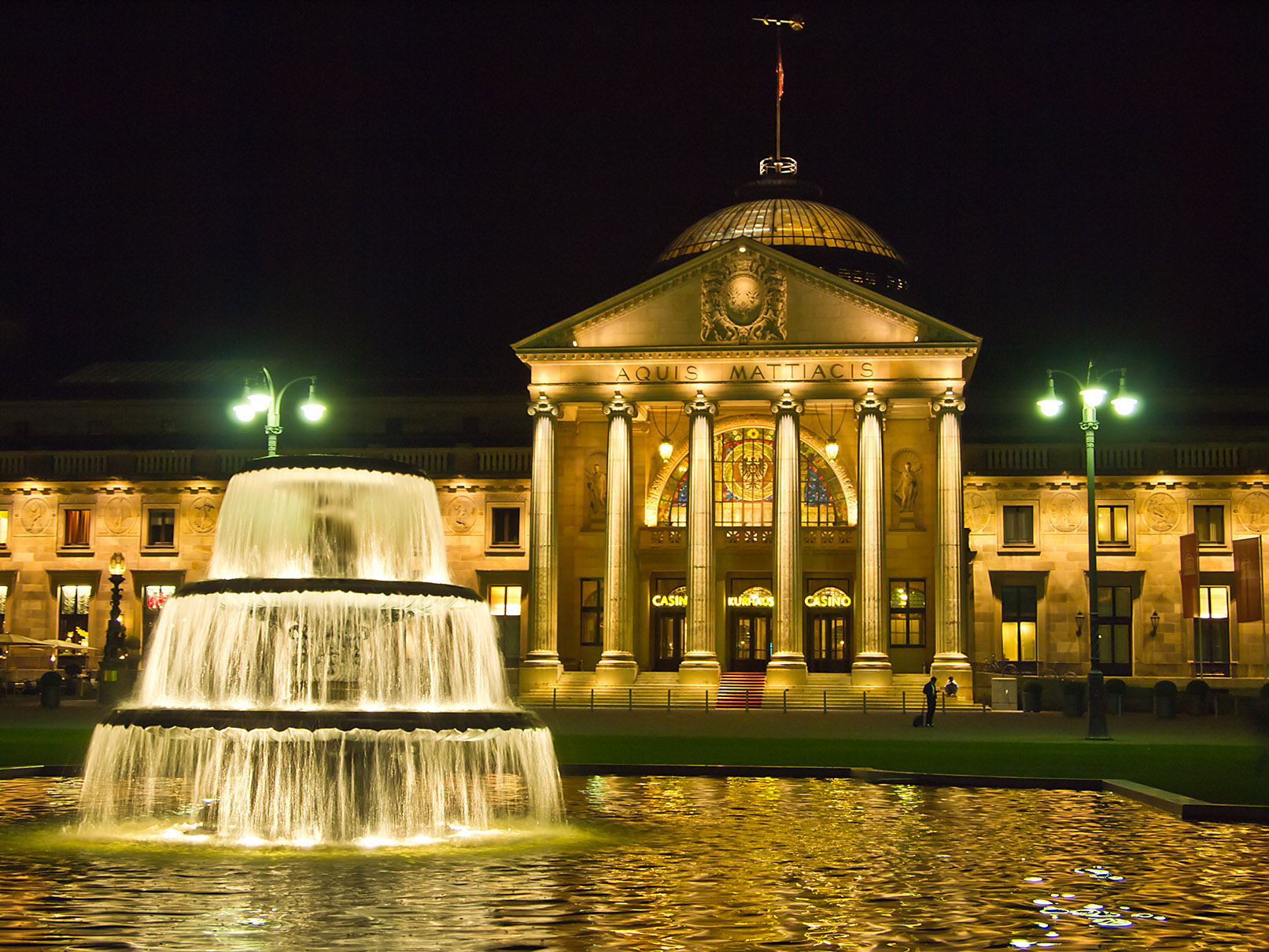
Kurhaus in Wiesbaden, Deutschlands größter Kurort und eines der ältesten Kurbäder Europas
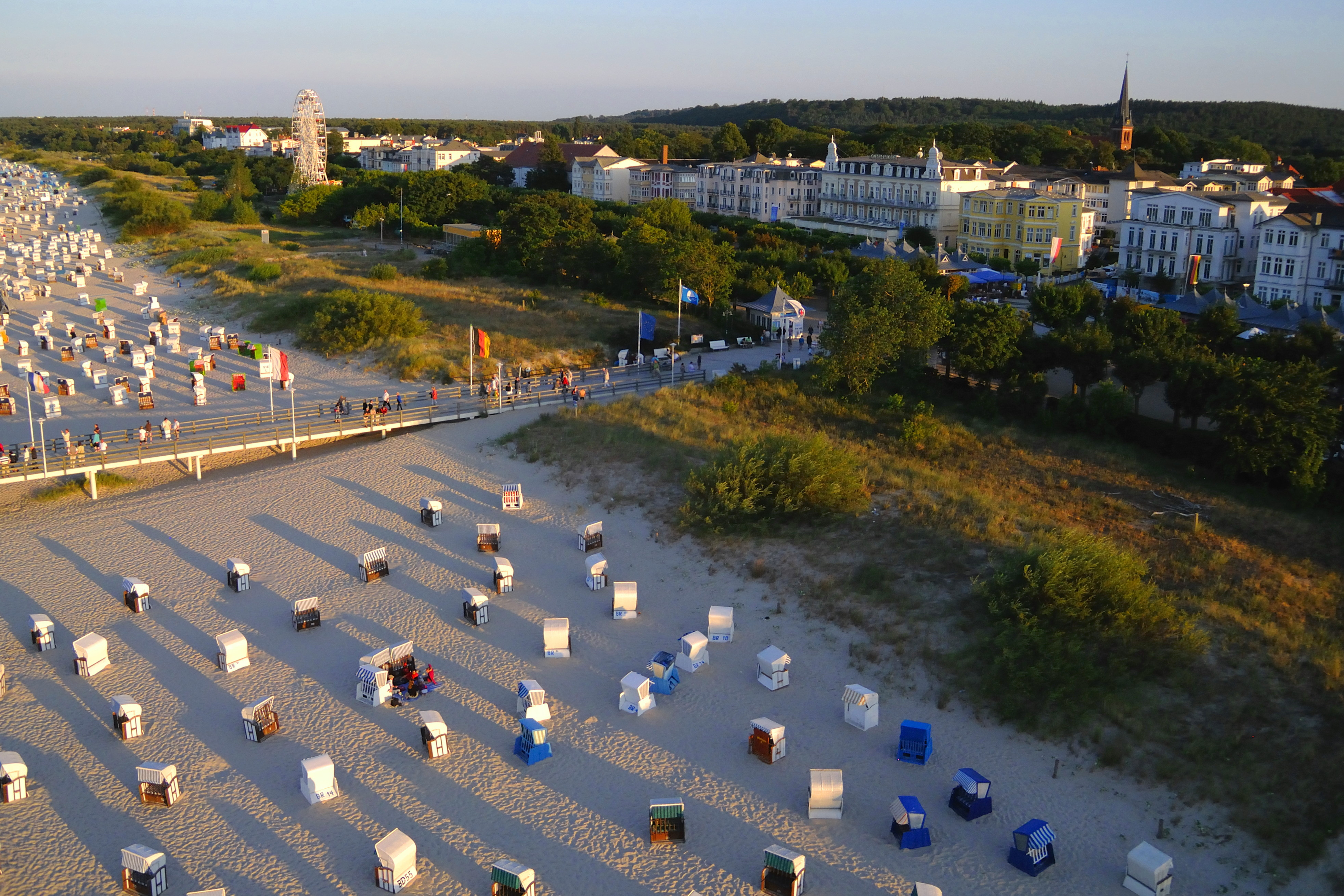
Ahlbeck auf Usedom – Strand, Düne und Promenade eines Ostseebades (mit Bäderarchitektur)